# Kurwai (stato)
Lo Stato di Kurwai (detto anche Stato di Korwai) fu uno stato principesco del subcontinente indiano, avente per capitale la città di Kurwai.

## Storia
Lo stato del Kurwai venne fondato nel 1713 da Mohammed Diler Khan, un soldato afghano nell'esercito moghul.
La casa regnante del Kurwai venne fondata da Muhammad Diler Khan, dei Pashtun della tribù Orakzai che acquisirono il titolo di Nawab. Diler Khan era contemporaneo e cugino del nawab Dost Muhammad Khan di Bhopal.
Il figlio di Diler Khan, Izzat Khan formò un'alleanza con i Maratha e combatté con loro nella Terza battaglia di Panipat nel 1761. I Maratha soffrirono una pesante sconfitta in battaglia e Diler Khan venne pesantemente ferito nel corso dell'azione. Venne salvato da suo zio materno che lo portò fuori dallo scontro. Dopo essersi ripreso, Izzat Khan si portò nel campo nemico offrendo i propri servigi e ricevette alti comandi, titoli e territori da Ahmad Shah Abdali. Morì per le ferite riportate in battaglia dopo essere tornato a Kurwai.
Il figlio di Izzat Khan, Hurmut Khan, venne imprigionato dai maratha per tre anni. Venne liberato in seguito e gli venne ceduto il dominio su alcuni villaggi, oltre ad un'indennità di 3.000.000 di rupie. Questi entrò in alleanza con gli inglesi nella speranza di riottenere i propri territori, ma gli inglesi che pure li recuperarono preferirono annetterli ai loro domini tramite la forma del protettorato nel 1817.
Il successore di Hurmut Khan governò lo stato sino al 1887, quando Najaf Khan morì senza eredi maschi; suo fratello Muzaffar Khan era morto anch'egli senza eredi. Dopo una breve lotta per la successione col nawab di Basoda, il nipote materno di Najaf Khan, Munawar Ali Khan, divenne regnante dello stato. Dopo la morte di Munawar Khan senza eredi, suo fratello minore Yaqub 'Ali Khan divenne nawab di Kurwai. Yaqub sposò la moglie di Munawar, Umar un-nisa. Quando Yaqub morì in un incidente a Bhopal, gli succedette il figlio di appena quattro anni, Sarwar Ali Kan.

### Sarwar Ali Khan
Dal momento che Sarwar Ali Khan era ancora molto giovane, lo stato venne retto da un consiglio di reggenza capeggiato da Umar un-nisa, che divenne nota col nome di "Sarkar Amma" (madre governatrice). Essa fondò diverse istituzioni per lo stato, tra cui una banca rurale con prestiti senza interessi.
Sarwar Ali Khan e le sue sorelle furono la prima generazione della famiglia a ricevere un'educazione inglese. Egli studiò al College di Daly (Indore), al College di Mayo (Ajmer) ed alla Reale accademia militare di Sandhurst. Dopo essersi diplomato a Sandhurst nel 1921, prestò servizio nei Worcestershires sino al 1923. Durante questo periodo egli fu la guardia di Mahatma Gandhi in prigione. Nel 1926, sposò Abida Sultan, figlia primogenita ed erede presunta del nawab di Bhopal. Il loro unico figlio, Shaharyar Khan, nacque nel 1934. Il matrimonio ad ogni modo non resistette a lungo e Sarwar Ali finì per sposare un'altra donna. Abida Sultan rinunciò ai propri diritti al trono di Bhopal ed optò per portarsi nel Pakistan nel 1950, entrando nel servizio estero locale. Successivamente, Shaharyar Khan divenne segretario degli esteri per il Pakistan. La seconda moglie di Sarwar Ali Khan, Ayesha, era figlia del nawab di Wai. La coppia ebbe insieme tre figli: Kaiser Zaman, Zafar Ali Khan e Munawar Ali Khan.
Durante il regno di Sarwar Ali Khan, Kurwai conobbe un profondo sviluppo delle infrastrutture come strade, collegamenti telefonici, sanità, ponti, scuole, tribunali, stazioni di polizia, ospedali civili ed uffici governativi oltre ad una centrale elettrica. Il potere venne trasferito al governo della nuova India indipendente nel 1947 a cui lo stato aderì formalmente il 15 giugno 1948. Il Kurwai divenne parte dello stato di Madhya Bharat. Il Madhya Bharat venne poi unito a formare il Madhya Pradesh dal 1 novembre 1956.
Sarwar Ali Khan continuò ad essere coinvolto nel processo politico della nazione. Amico di Jagjeevan Ram, incoraggiò l'emancipazione delle caste più basse dell'India e fece campagna contro il sistema delle doti e dei matrimoni forzati.

## Governanti
I governanti di Kurwai portarono il titolo di Nawab.

### Nawab
- 1713 – 12 ottobre 1722         Mohammad Diler Khan                (n. c.1670 - m. 1722)
- 12 ottobre 1722 - 1762         Mohammad `Izzat Khan               (m. 1762)
- 1722 – 1727                Mohammad Ahsanullah Khan -Regent
- 1762 – 1792                Mohammed Hormat Khan               (m. 1792)
- 1792 - 1839                Akbar Mohammad Khan                (m. 1839)
- 1839 – 11 agosto 1858         Mohammad Mozaffar Khan             (m. 1858)
- 11 agosto 1858 – 15 gennaio 1887  Mohammad Najaf Khan                (n. 1822 – m. 1887)
- 15 gennaio 1887 – 10 settembre 1896  Monawar `Ali Khan                  (n. 1869 - m. 1896) 
  - 15 gennaio 1887 – 1892         Mian Mazhar `Ali Khan -reggente
- 10 settembre 1896 -  1 ottobre 1906  Mohammad Ya`qub `Ali Khan          (n. 1876 - m. 1906)
- 1 ottobre 1906 – 15 agosto 1947  Mohammad Sarwar `Ali Khan          (n. 1901 - m. 1986) 
  - 1 ottobre 1906 –  9 aprile 1923  Umar un-nisa Begum (f) -reggente     (m. 1963)